# 不再恐惧

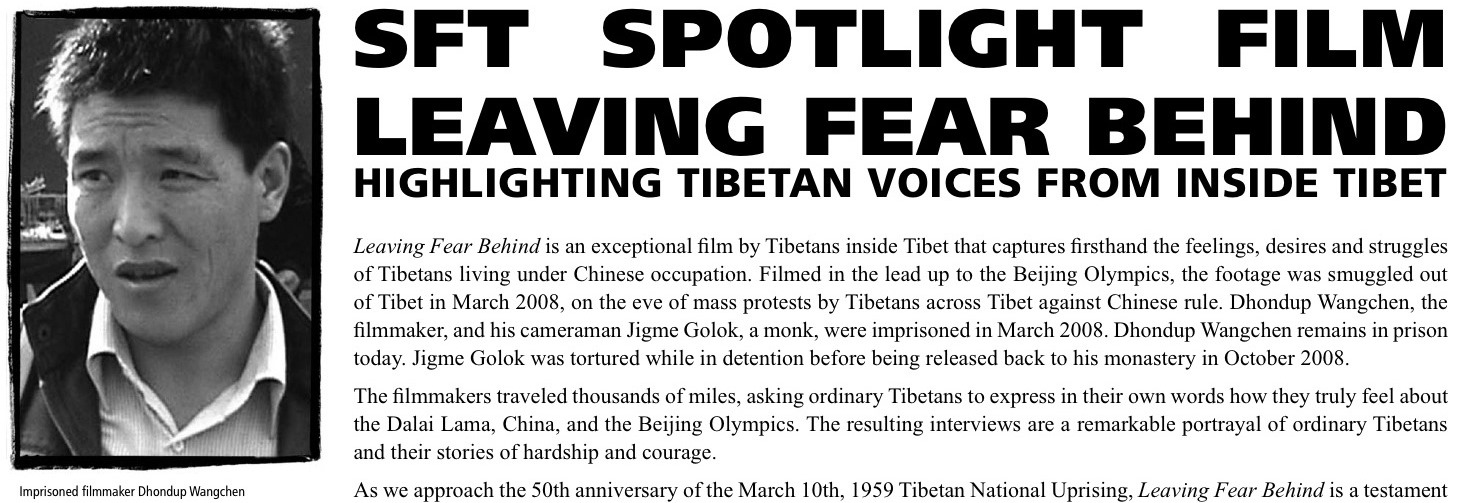
自由西藏學生運動報導政治犯當知項欠反映圖博內部聲音的紀錄片《無懼》

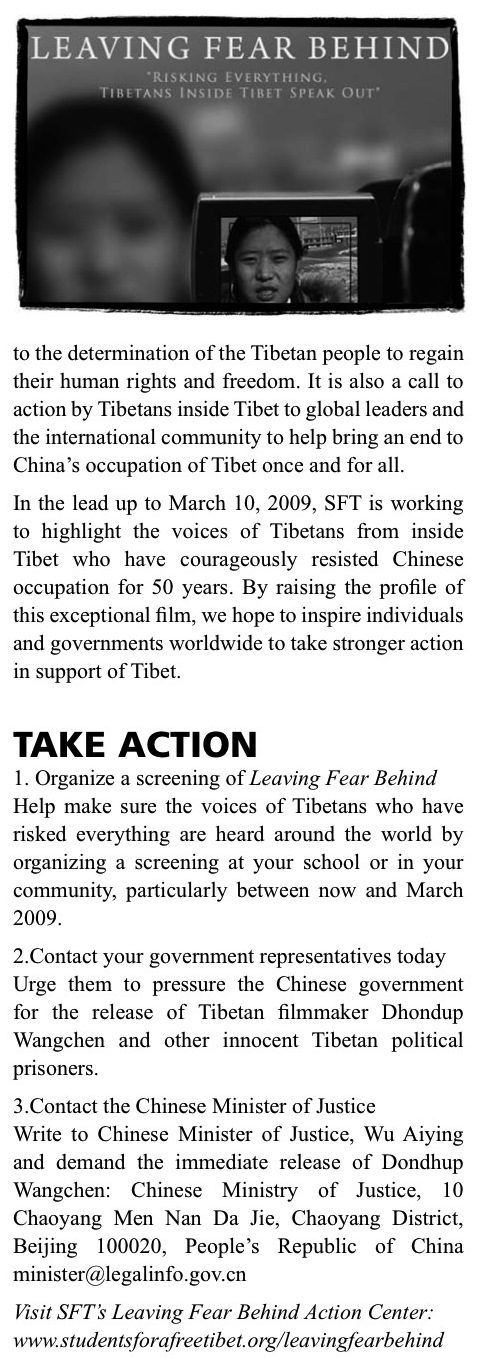

《不再恐惧》（英語：Leaving Fear behind: I Won't Regret to Die，藏语：Jigdrel），是藏族人士当知项欠（Dhondup Wangchen）和僧人久美嘉措（Jigme Gyatso）用简单摄像器材拍摄的關於中國政府鎮壓西藏人民的纪录片。录制工作始於从2007年10月，終於2008年3月，期間录制了100多段访谈，受訪者包括各个年龄与职业，其中不少人表达了渴望达赖喇嘛归国的诉求。
於2008年3月，影带被送往瑞士，同月，当知项欠和久美嘉措被捕。嘉央慈诚在瑞士完成了影片剪辑。於2008年12月28日，当知项欠在西宁被判处有期徒刑6年。

## 製作
於2006年，當知項欠和比丘久美嘉措一起構思了一部關於西藏人民對達賴喇嘛、中國政府與2008年夏季奧運會看法的紀錄片。之後，他們決定把紀錄片名為《不再恐惧》。他們亦與留在瑞士的親友合作製作紀錄片。當知項欠為了防止其家人遭到中國政府的報復，便在開始拍攝紀錄片前讓其妻子拉姆措（Lhamo Tso）和四個子女移民至印度达兰萨拉，並讓他們加入西藏人權與民主中心。
於2007年10月至2008年3月期間，當知項欠和久美嘉措攝錄了108段访谈。在访谈中，西藏人民表達了他們對政治局勢、達賴喇嘛、中國政府和2008年夏季奧運會的看法。所有受訪者都表示願意在紀錄片中露面。他們收集的採訪片段總長40小時。當二人完成攝影工作時，便立刻把影片運離拉萨市。當時正值2008年藏区骚乱，而骚乱風潮更擴散至多個西藏城市。於3月28日，當知項欠與久美嘉措於青海省佟德被捕。纪录片於瑞士進行剪接工作，使其長度縮短至25分鐘，並表現出藏族對中國選擇舉辦2008年夏季奥林匹克运动会和漢族移民的不滿以及對達賴喇嘛的歌頌。

## 回響
《不再恐懼》被《紐約時報》描述為一份對中國政府「未經修飾的起訴書」。《不再恐惧》於奧運會開幕當天進行首映時，也有一些駐北京外國傳媒報導。
於2012年3月9日，即1959年藏区骚乱53周年紀念日，有一群人權活動家和西藏活動家於紐約市時代廣場要求釋放當知項欠，並於時代廣場中放映此纪录片的一些片段。